# Schülerzentrierter Unterricht
Unter einem Schülerzentrierten Unterricht versteht die Unterrichtslehre eine Form des Lehrens und Lernens, bei der das Lerngeschehen wesentlich durch die Lernenden und ihre Interessen, Fragen, Impulse und Aktionen bestimmt wird.  Diese Art zu unterrichten konkurriert mit den von ihrer Zielsetzung her andersartig ausgerichteten Arbeitsweisen des lehrerzentrierten und des sozialintegrativen Unterrichts.

## Begriffsentstehung
Der in der Didaktik heute verbreitete Begriff geht auf das Forscherpaar Reinhard Tausch und Anne-Marie Tausch zurück. Die beiden Psychologen versuchten mit dieser Begriffsbildung zu einer Versachlichung der in den 1970er Jahren zum Teil mit Kampfbegriffen wie "Laissez-faire-Stil" geführten Diskussion um die Führungsstile beizutragen, die sie für den Bildungssektor als Erziehungsstile bezeichneten.

## Sozialformen
Charakteristische Sozialformen für das Schülerzentrierte Unterrichten sind der Sitzkreis, eine ringförmige Stuhlanordnung, bei der alle Lernenden einander zugewandt sind, oder die Aufteilung in verschiedene (meist arbeitsteilige) Kleingruppen. Die Lehrkraft begleitet das Lerngeschehen, nachdem sie das methodische Arrangement getroffen hat, von außerhalb. Sie kann hinzugezogen werden, wenn die Lernenden Rat oder Hilfe von sich aus in Anspruch nehmen  wollen. Der Lehrer hält sich zurück und drängt sich nicht auf.

## Kommunikationsstrukturen
Es werden dezentrale Kommunikationsstrukturen gewählt, sodass die Kommunikationslinie in ständig wechselnden Querverbindungen von Schüler zu Schüler und nur im Ausnahmefall zum Lehrer verläuft. Der Lehrer verzichtet auf eine beherrschende Rolle und überlässt die Schüler einer weitestgehenden Eigenregie der Lernprozesse.

## Didaktische Zielsetzung
Mit dieser Lernform wird eine Verselbständigung der Schüler im Lernprozess angestrebt. Die Lernenden sollen nicht nur den ihnen gelieferten Lernstoff aufnehmen, sondern möglichst selber erarbeiten, kritisch miteinander sichten und Lerntempo und Lernziele weitestgehend selbst bestimmen. Auch Konflikte werden nicht vom Lehrer, sondern von der Lerngruppe selbst gelöst. Der Lehrer greift auch hierbei nur in Notfällen ein und bietet gegebenenfalls verschiedene Alternativen als Lösungsansätze an. Er ist weder Instrukteur noch Krisenmanager, sondern lediglich Berater. Das Kind wechselt ständig die Rolle des Nehmenden und des Gebenden im Lernprozess. Es wird zum Lehrer, wenn es einen Wissensvorsprung erarbeitet hat und zum Schüler, wenn es Erkenntnisse der Mitschüler aufnimmt und auch einmal belehrt wird.

## Anwendungsbereiche
Die Idee, den Lernenden in den Mittelpunkt des eigenen Lerngeschehens zu stellen, ist historisch in verschiedenen Denkmodellen Realität geworden:
Der Gesamtunterricht von Berthold Otto oder Wilhelm Albert etwa nahm seinen Ausgang zu Unterrichtsbeginn von einer Schülerfrage, der sich Antworten und weitere Fragen aus der Schülerschaft anschlossen, bis sich schließlich (als letzte) auch die Lehrer in die Diskussion einschalten konnten.
Die Summerhill-Pädagogik von Alexander Sutherland Neill versuchte im Sinne einer antiautoritären Erziehung einen extremen Kontrapunkt zum verbreiteten autoritären Führungsstil der Zeit zu setzen. Sie war jedoch mit ihrem exzessiven Führungsstil eines weitestgehenden Laissez-faire (Beispiel: Freiwillige Unterrichtsteilnahme) hoch umstritten. Das Konzept ist an den Realitäten des Lebens, an der Erziehungswirklichkeit der Kinder und an den Erfordernissen einer effektiven Bildung des Menschen gescheitert und in seiner Bedeutung entsprechend auf wenige alternative Versuchsprojekte und Privatschulen beschränkt geblieben.
Die Pädagogik vom Kinde aus von Maria Montessori hat dagegen nicht nur die Reformpädagogik befruchtet, sondern das gesamte didaktische Denken in der ersten Hälfte des 20. Jahrhunderts und (mit einer Unterbrechung) in der zweiten Hälfte des 20. Jahrhunderts bis heute maßgeblich beeinflusst. Die italienische Ärztin und Pädagogin machte das Kind mit seinen  Bedürfnissen, Interessen und Fähigkeiten zum Ausgangs-, Mittel- und Angelpunkt aller Lernprozesse. Dieser von Montessori zunächst nur für den Primarbereich konzipierte Didaktikansatz hat sich auch für die älteren Jahrgangsstufen und in unterschiedlichen Lernbereichen, wie etwa der Verkehrspädagogik oder der Bewegungserziehung, als überaus fruchtbar erwiesen. Dies beweist sich nicht nur aus der großen Anzahl der in Deutschland und Europa arbeitenden und anerkannten Montessori-Schulen und -Kindergärten, sondern auch aus ihrer didaktischen Ausstrahlung auf die staatlichen Schulen. In Deutschland arbeiten heute über 600 Kindertagesstätten, etwa 300 Grundschulen und ca. 100 weiterführende Schulen nach den Prinzipien der Montessori-Pädagogik. Die meisten Einrichtungen sind in freier Trägerschaft.

## Grenzen
Schülerzentrierter Unterricht ist als alleinige Vermittlungsform weder sinnvoll noch ökonomisch noch praktisch realisierbar angesichts des für das Bestehen in der modernen Welt zu bewältigenden erheblichen Lernstoffes. Der hohe Zeitaufwand, die Umwege der eigenen Ergebnissuche und die Pflicht zu einer realitätsgerechten Unterrichtsgestaltung lassen es nicht zu, dass die Welt von jedem Heranwachsenden neu entdeckt werden muss oder auch nur könnte. Zur Erfüllung der Zielvorstellungen genügt das exemplarische Lernen von Selbstbestimmung, Methodenbeherrschung, Problembewusstsein, von Kommunikation und Kooperation in dieser Lernform.
Als alleiniger Führungsstil und einzige Unterrichtsform praktiziert, ist die schülerzentrierte Unterrichtensweise ebenso einseitig wie der kontrastierende Lehrerzentrierte Unterricht. Beide bedürfen der gegenseitigen Ergänzung. Dem Modell des Didaktischen Dreiecks von Wolfgang Klafki entsprechend, sind die drei Pole des Unterrichtsgeschehens (Lehrer-Schüler-Stoff) in ein ausgewogenes Gleichgewicht zu bringen und in Form eines Mehrdimensionalen Lernens umzusetzen.